# Hotel Kalifornia

## Hotel Kalifornia
Hotel Kalifornia – ósmy album studyjny zespołu Hollywood Undead. Premiera odbyła się 12 sierpnia 2022 roku. Wydawnictwo BMG Entertainment.

## Lista utworów
| Tytuł                 | Długość utworu |
| --------------------- | -------------- |
| CHAOS                 | 3:02           |
| World War Me          | 3:10           |
| Ruin My Life          | 3:03           |
| Hourglass             | 2:43           |
| Go To War             | 2:46           |
| Alone At The Top      | 3:45           |
| Wild In These Streets | 3:24           |
| Dangerous             | 3:24           |
| Lion Eyes             | 2:58           |
| Trap God              | 3:04           |
| Happy When I Die      | 2:32           |
| Reclaim               | 2:32           |
| City Of the Dead      | 2:53           |
| Alright               | 3:29           |